# Пэрство Соединённого королевства
Пэрство Соединенного королевства и Британской империи (англ. Peerage of the United Kingdom and British Empire) — включает в себя большинство пэрств, которые были созданы в Соединённом королевстве Великобритании и Ирландии после Акта об унии 1800 года, заменив пэрство Великобритании. Новые пэры продолжали создаваться в пэрстве Ирландии до 1898 года (последней креацией было баронство Керзон).
Рангами пэрства Соединённого королевства, в порядке убывания, являются герцог, маркиз, граф, виконт и барон.
Последнее некоролевское герцогство было создано в 1900 году, а последний маркизат — в 1936 году. Создание остальных рангов в основном прекратилось, как только лейбористское правительство Гарольда Вильсона вступило в должность в 1964 году, и только четыре некоролевские наследственные пэрства были созданы с тех пор. Этими пэрствами были:
- Джон Моррисон, 1-й барон Маргадейл, 1965 год;
- Уильям Уайтлоу, 1-й виконт Уайтлоу, 1983 год (титул угас в 1999 году);
- Джордж Томас, 1-й виконт Тонипанди[англ.], 1983 год (титул угас в 1997 году);
- Гарольд Макмиллан, 1-й граф Стоктон, 1984 год.

До принятия Акта о Палате лордов 1999 года все пэры Соединённого королевства автоматически могли заседать в Палате лордов. Тем не менее, начиная с этой даты, большинство наследственных пэров перестали быть членами Палаты лордов в рамках Парламентской реформы, в то время как пожизненные пэры сохранили свои места. Всем наследственным пэрам из первой креации (то есть тем, для кого пэрство было первоначально создано, в отличие от тех, кто унаследовал титул пэра от предков) и всем живущим наследственным пэрам, которые служили в качестве Лидера палаты лордов, было предложено пожизненное пэрство для того, чтобы дать им возможность заседать в палате, если они того пожелают.
Маркизы, графы, виконты и бароны титулуются как «Лорд X», где «X» представляет территорию или фамилию, имеющую отношение к их титулу. Маркизы, графини, виконтессы и баронессы титулуются как «Леди X». Герцоги и герцогини титулуются как «Герцог» и «Герцогиня» соответственно или «Ваша Светлость».

## Герцоги в пэрстве Соединённого королевства
См. также Список герцогских титулов Британских островов
| Титул               | Создание    | Другие герцогские титулы                                             |
| ------------------- | ----------- | -------------------------------------------------------------------- |
| Герцог Веллингтон   | с 1814 года |                                                                      |
| Герцог Сазерленд    | с 1833 года |                                                                      |
| Герцог Вестминстер  | с 1874 года |                                                                      |
| Герцог Гордон       | с 1876 года | герцог Ричмонд в пэрстве Англии и герцог Леннокс в пэрстве Шотландии |
| Герцог Аргайл       | с 1892 года | герцог Аргайл в пэрстве Шотландии                                    |
| Герцог Файф         | с 1900 года |                                                                      |
| Герцог Глостерский  | с 1928 года | для третьего сына короля Георга V                                    |
| Герцог Кентский     | с 1934 года | для четвёртого сына короля Георга V                                  |
| Герцог Йоркский     | с 1986 года | для второго сына королевы Елизаветы II                               |
| Герцог Кембриджский | с 2011 года | для внука королевы Елизаветы II, старшего сына принца Уэльского      |
| Герцог Сассексский  | с 2018 года | для внука королевы Елизаветы II, младшего сына принца Уэльского      |
| Герцог Эдинбургский | с 2023 года | для брата короля Карла III                                           |

## Маркизы в пэрстве Соединённого королевства
См. также Список маркизатов Британских островов
| Титул                  | Создание    | Другие титулы |
| ---------------------- | ----------- | ------------- |
| Маркиз Эксетер         | с 1801 года |               |
| Маркиз Нортгемптон     | с 1812 года |               |
| Маркиз Кэмден          | с 1812 года |               |
| Маркиз Англси          | с 1815 года |               |
| Маркиз Чамли           | с 1815 года |               |
| Маркиз Эйлсбери        | с 1821 года |               |
| Маркиз Бристоль        | с 1826 года |               |
| Маркиз Эйлса           | с 1831 года |               |
| Маркиз Норманби        | с 1838 года |               |
| Маркиз Абергавенни     | с 1876 года |               |
| Маркиз Шетленд         | с 1892 года |               |
| Маркиз Линлитгоу       | с 1902 года |               |
| Маркиз Абердин и Темер | с 1916 года |               |
| Маркиз Милфорд-Хейвен  | с 1917 года |               |
| Маркиз Рединг          | с 1926 года |               |